# Tour de France Femmes 2025
Cet article s'applique au Tour de France cycliste féminin 2025. Pour le Tour de France cycliste masculin 2025, voir l'article Tour de France 2025.
Le Tour de France Femmes 2025 est la 4e édition du Tour de France Femmes et se déroule du 26 juillet au 3 août 2025. Il est remporté par Pauline Ferrand-Prévot, première victoire finale française sur un grand tour depuis le Tour d'Espagne 1995.

## Parcours
Marion Rousse, la directrice du Tour de France Femmes, annonce le 10 juin 2024 que le grand départ de l'édition 2025 se tiendra en Bretagne. Contrairement à l'édition 2023 et ses premières étapes très plates, les routes bretonnes sont favorables aux puncheuses. La première étape, au départ de Vannes, emmène les concurrentes sur les routes du Grand Prix de Plumelec avec une arrivée au sommet de la côte de Cadoudal (1,7 km à 6,2 %), première arrivée des Tours masculins 1985 et 2008. Le lendemain, le peloton s'élance de Brest, depuis le lieu même du Grand Départ masculin 2021, pour prendre la direction de Quimper et le Stang Bihan (1 km à 4,8 %), montée finale déjà explorée par les hommes lors de la 5e étape du Tour de France 2018. 
L'ensemble du parcours est dévoilé le 29 octobre 2024, lors de la cérémonie officielle de présentation du Tour de France 2025. La course se dispute sur neuf étapes, contre huit lors des éditions précédentes, et traverse la France du nord-ouest au sud-est, de la Bretagne aux Alpes. Comme l'année précédente, l'épreuve se termine par une étape de montagne, avec une arrivée finale à Châtel en Haute-Savoie.

## Équipes
| UCI Women's WorldTeams (15)- AG Insurance-Soudal Team - Canyon//SRAM zondacrypto - Ceratizit Pro Cycling Team - FDJ-Suez - Lidl-Trek - Movistar Team - Roland Le Dévoluy - Team Picnic PostNL - Team SD Worx-Protime - Team Visma \| Lease a Bike - UAE Team ADQ - Fenix-Deceuninck - Human Powered Health - Liv AlUla Jayco - Uno-X Mobility UCI Women's ProTeams (7)- Arkéa-B&B Hotels Women - Cofidis Women Team - EF Education-Oatly - VolkerWessels Women's Pro Cycling Team - Winspace Orange Seal - St Michel-Preference Home-Auber93 - Laboral Kutxa-Fundación Euskadi |
| |

## Favorites
À la veille du départ, Demi Vollering est citée en premier parmi les favorites, devant Katarzyna Niewiadoma, Marlen Reusser, Lotte Kopecky, Anna van der Breggen, Elisa Longo Borghini, Pauline Ferrand-Prévot et quelques autres.
Demi Vollering, pensionnaire depuis peu de l’équipe française FDJ-Suez, pourra compter sur son équipe qui compte de bons lieutenantes comme Juliette Labous et Évita Muzic, toutes deux pouvant espérer un top 10, voire mieux, au général. La Néerlandaise de 28 ans est en grande forme depuis ce début de saison. Elle a remporté le Tour de Catalogne, le Tour du Pays basque, le Tour de la Communauté valencienne, ainsi que son deuxième Tour d'Espagne. Deuxième de l’édition 2024 et vainqueur en 2023, Vollering semble être la meilleure en montagne, et un second sacre n’a jamais paru aussi atteignable pour elle.
Sa grande rivale devrait être la tenante du titre, Katarzyna Niewiadoma. Elle s’était imposée lors de la dernière édition en prouvant qu’elle était la meilleure grimpeuse du monde. Seulement, la saison 2025 de la Polonaise ne joue pas en sa faveur et sa première victoire n’est survenue que fin juin, sur ses championnats nationaux. Ainsi, la forme de Niewiadoma est incertaine tandis qu’elle pourra néanmoins compter sur son équipe, notamment Chloé Dygert et Cecilie Uttrup Ludwig.
Derrière ces deux principales favorites, demeure beaucoup d’incertitudes concernant le niveau et la forme de chacune des outsiders. La leader de l’équipe Movistar, Marlen Reusser, est montée sur le podium du Tour d'Italie un mois auparavant, et du Tour d'Espagne en mai. Elle figure donc de facto comme favorite, ses qualités en montagne et sa régularité n’étant plus à prouver. Anna van der Breggen fait également partie des favorites de seconde zone. À 35 ans, elle peut compter sur son expérience et son niveau sur les grands tours qui reste satisfaisant, comme le prouve sa troisième place sur le Tour d’Italie 2025. Depuis le départ de Vollering, la Néerlandaise dispose de toute son équipe pour briller, c’est en effet désormais la leader absolue de la formation SD Worx-Protime. La récente vainqueur du Giro, Elisa Longo Borghini est aussi une candidate sérieuse au maillot jaune. Son transfert au sein de l’équipe UAE Team ADQ s’est bien passé et l’Italienne a remporté plusieurs courses par étapes durant la saison. Elle peut compter sur sa régularité et son endurance, deux atouts importants durant une course de 9 jours comme le Tour de France. Enfin, les attentes des supporters français se concentrent sur la championne olympique de VTT, Pauline Ferrand-Prévot, qui fait son grand retour dans le cyclisme sur route avec l’objectif clair et annoncé de remporter le Tour de France. PFP a connu une longue préparation en altitude et assure être « à son pic de forme » pour ce Tour. Si ses qualités sur terrain vallonné ne sont plus à prouver, son niveau en haute montagne reste flou, surtout que ses derniers résultats sur grands tours remontent à plus de 10 ans.

## Étapes
| Étape     | Date            | Villes étapes                                             |                           | Distance (km) | Vainqueur d’étape      | Leader du classement général |
| --------- | --------------- | --------------------------------------------------------- | ------------------------- | ------------- | ---------------------- | ---------------------------- |
| 1re étape | sam. 26 juillet | Vannes – Plumelec                                         | Étape accidentée          | 78,8          | Marianne Vos           | Marianne Vos                 |
| 2e étape  | dim. 27 juillet | Brest – Quimper                                           | Étape de plaine           | 110,4         | Mavi García            | Kim Le Court Pienaar         |
| 3e étape  | lun. 28 juillet | La Gacilly – Angers                                       | Étape de plaine           | 163,5         | Lorena Wiebes          | Marianne Vos                 |
| 4e étape  | mar. 29 juillet | Saumur – Poitiers                                         | Étape de plaine           | 130,7         | Lorena Wiebes          | Marianne Vos                 |
| 5e étape  | mer. 30 juillet | Chasseneuil-du-Poitou - Futuroscope – Guéret              | Étape de moyenne montagne | 165,8         | Kim Le Court Pienaar   | Kim Le Court Pienaar         |
| 6e étape  | jeu. 31 juillet | Clermont-Ferrand – Ambert                                 | Étape de montagne         | 123,7         | Maëva Squiban          | Kim Le Court Pienaar         |
| 7e étape  | ven. 1er août   | Bourg-en-Bresse – Chambéry                                | Étape accidentée          | 159,7         | Maëva Squiban          | Kim Le Court Pienaar         |
| 8e étape  | sam. 2 août     | Chambéry – Saint François Longchamp - Col de la Madeleine | Étape de montagne         | 111,9         | Pauline Ferrand-Prévot | Pauline Ferrand-Prévot       |
| 9e étape  | dim. 3 août     | Praz-sur-Arly – Châtel - Portes du Soleil - Pré Lajoux    | Étape de montagne         | 124,1         | Pauline Ferrand-Prévot | Pauline Ferrand-Prévot       |

## Barèmes et classements

### Classements
Comme pour le Tour de France masculin, les quatre classements majeurs sont :
- le classement général individuel au temps (maillot jaune),
- le classement par points (maillot vert),
- le classement de la montagne (maillot blanc à pois rouge),
- le classement de la meilleure jeune (moins de 23 ans[8]) au temps (maillot blanc et violet).

Il existe en plus d'autres distinctions et classements :
- le classement par équipes (dossard et casque jaunes pour chaque coureuse)
- le prix de la combativité (dossard vert)[9]

### Primes
Au total, 259 430 € sont distribués lors de ce Tour.
| Classement | Maillot jaune | Maillot vert | Maillot à pois | Maillot blanc | dossard jaune | dossard doré    |
| Classement | Général       | Points       | Grimpeuse      | Jeune         | Par équipes   | Super-combative |
| ---------- | ------------- | ------------ | -------------- | ------------- | ------------- | --------------- |
| 1re        | 50 000 €      | 3 000 €      | 3 000 €        | 3 000 €       | 6 000 €       | 2 000 €         |
| 2e         | 25 000 €      | 1 500 €      | 1 500 €        | 2 000 €       | 4 000 €       | –               |
| 3e         | 10 000 €      | 1 000 €      | 1 000 €        | 1 000 €       | 2 500 €       | –               |
| 4e         | 8 000 €       | 800 €        | 800 €          | 500 €         | 1 500 €       | –               |
| 5e         | 4 000 €       | 700 €        | 700 €          | –             | 500 €         | –               |
| 6e         | 3 000 €       | –            | –              | –             | –             | –               |
| 7e         | 2 000 €       | –            | –              | –             | –             | –               |
| 8e         | 1 500 €       | –            | –              | –             | –             | –               |
| 9e         | 1 500 €       | –            | –              | –             | –             | –               |
| 10e        | 1 500 €       | –            | –              | –             | –             | –               |
| 11e        | 1 200 €       | –            | –              | –             | –             | –               |
| 12e        | 1 200 €       | –            | –              | –             | –             | –               |
| 13e        | 1 200 €       | –            | –              | –             | –             | –               |
| 14e        | 1 200 €       | –            | –              | –             | –             | –               |
| 15e        | 1 200 €       | –            | –              | –             | –             | –               |
| 16e        | 1 000 €       | –            | –              | –             | –             | –               |
| 17e        | 1 000 €       | –            | –              | –             | –             | –               |
| 18e        | 1 000 €       | –            | –              | –             | –             | –               |
| 19e        | 1 000 €       | –            | –              | –             | –             | –               |
| 20e        | 1 000 €       | –            | –              | –             | –             | –               |
| Par jour   | 100 €         | 100 €        | 100 €          | 100 €         | –             | –               |

| Classement | Ligne d'arrivée | Sprint intermédiaire | Côte  | Côte  | Côte | Côte | Côte | Meilleure jeune | Combative | Meilleure équipe |
| Classement | Ligne d'arrivée | Sprint intermédiaire | HC    | 1re   | 2e   | 3e   | 4e   | Meilleure jeune | Combative | Meilleure équipe |
| ---------- | --------------- | -------------------- | ----- | ----- | ---- | ---- | ---- | --------------- | --------- | ---------------- |
| 1re        | 4 000 €         | 120 €                | 160 € | 120 € | 80 € | 60 € | 30 € | 100 €           | 500 €     | 200 €            |
| 2e         | 2 000 €         | 70 €                 | 100 € | 70 €  | 40 € | –    | –    | –               | –         | –                |
| 3e         | 1 000 €         | 30 €                 | 50 €  | 30 €  | –    | –    | –    | –               | –         | –                |
| 4e         | 500 €           | –                    | –     | –     | –    | –    | –    | –               | –         | –                |
| 5e         | 400 €           | –                    | –     | –     | –    | –    | –    | –               | –         | –                |
| 6e         | 300 €           | –                    | –     | –     | –    | –    | –    | –               | –         | –                |
| 7e         | 240 €           | –                    | –     | –     | –    | –    | –    | –               | –         | –                |
| 8e         | 170 €           | –                    | –     | –     | –    | –    | –    | –               | –         | –                |
| 9e         | 170 €           | –                    | –     | –     | –    | –    | –    | –               | –         | –                |
| 10e        | 170 €           | –                    | –     | –     | –    | –    | –    | –               | –         | –                |
| 11e        | 110 €           | –                    | –     | –     | –    | –    | –    | –               | –         | –                |
| 12e        | 110 €           | –                    | –     | –     | –    | –    | –    | –               | –         | –                |
| 13e        | 110 €           | –                    | –     | –     | –    | –    | –    | –               | –         | –                |
| 14e        | 110 €           | –                    | –     | –     | –    | –    | –    | –               | –         | –                |
| 15e        | 110 €           | –                    | –     | –     | –    | –    | –    | –               | –         | –                |
| 16e        | 100 €           | –                    | –     | –     | –    | –    | –    | –               | –         | –                |
| 17e        | 100 €           | –                    | –     | –     | –    | –    | –    | –               | –         | –                |
| 18e        | 100 €           | –                    | –     | –     | –    | –    | –    | –               | –         | –                |
| 19e        | 100 €           | –                    | –     | –     | –    | –    | –    | –               | –         | –                |
| 20e        | 100 €           | –                    | –     | –     | –    | –    | –    | –               | –         | –                |

## Déroulement de la course

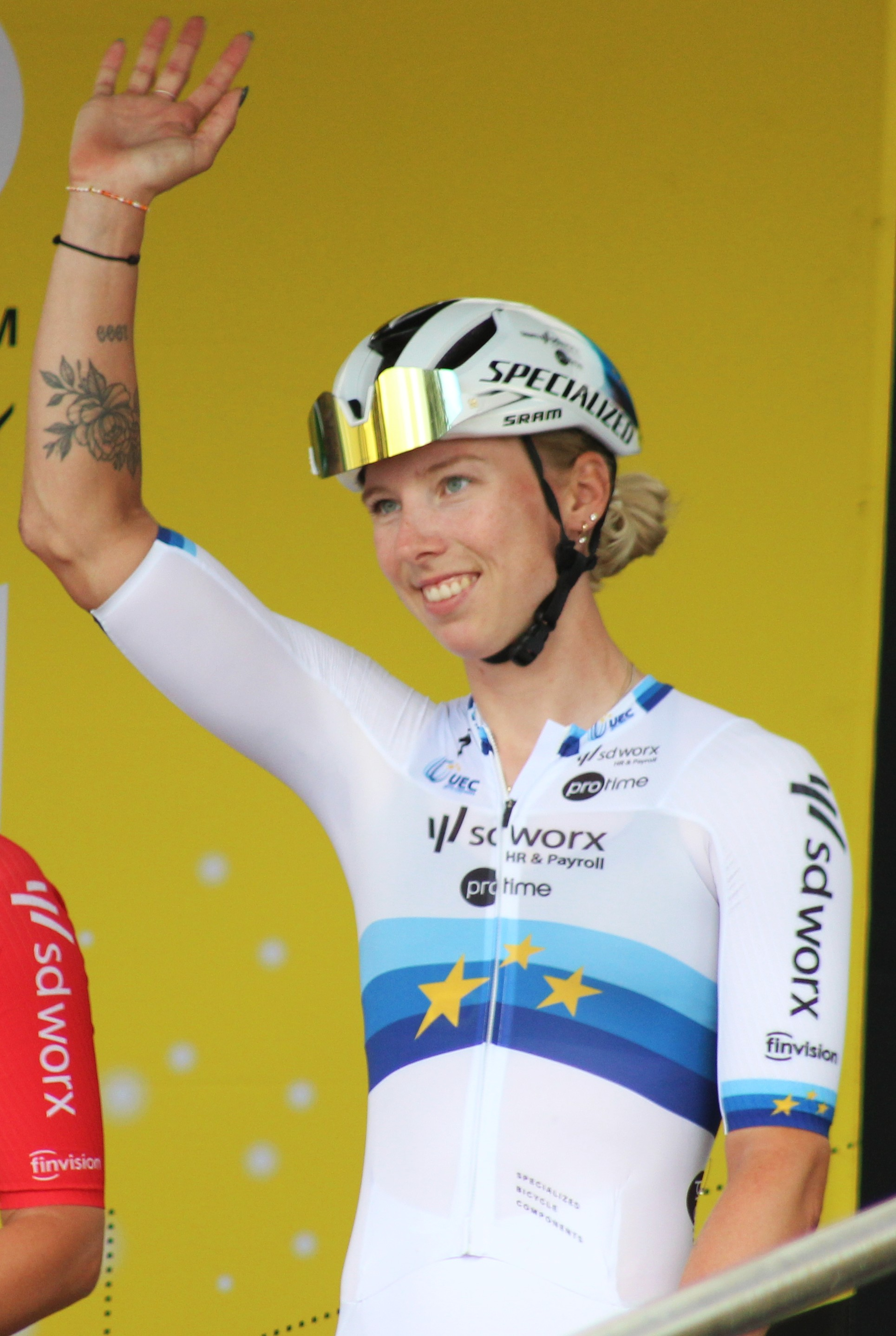
Lorena Wiebes, double vainqueure des étapes 3 et 4, et maillot vert incontesté.

### De la Bretagne aux plaines du Poitou (étapes 1 à 4)
Le profil escarpé des routes bretonnes donne lieu à un Grand Départ animé. Lors de la première étape, la Néerlandaise Marianne Vos profite du travail de sa coéquipière Pauline Ferrand-Prévot pour s'imposer au sprint devant Kim Le Court et revêtir le premier maillot jaune de cette édition. Le lendemain, à Quimper, la boucle finale donne lieu à une nouvelle fin d'étape animée. À une dizaine de kilomètres de l'arrivée, après que le peloton eut repris l'échappée du jour, Mavi García attaque en solitaire. Malgré la forte relance des favorites dans la dernière ascension de la côte de Stang-Bihan, l'Espagnole résiste jusqu'au bout et s'impose. Kim Le Court-Pienaar devient la première coureuse africaine porteuse du maillot jaune sur le Tour de France Femmes. Les deux étapes suivantes, sans difficulté majeure, ont été remportées par une Lorena Wiebes dominatrice sur les sprints et prenant le maillot vert, s'imposant à Angers puis à Poitiers devant Marianne Vos qui reprend puis conforte ainsi son maillot jaune.

### Le final escarpé du Massif central aux Alpes (étapes 5 à 9)
La cinquième étape voit les coureuses arriver dans le Massif central, à Guéret, où Kim Le Court Pienaar s'impose sur le fil devant Demi Vollering. La Mauricienne reprend ainsi le maillot jaune à Marianne Vos, distancée dans la côte du Maupuy. Le lendemain, Maëva Squiban s'échappe en solitaire dans le col de Chansert, à 32 km de l'arrivée, et remporte la sixième étape à Ambert, devenant la seconde Française à s'imposer sur une étape après Cédrine Kerbaol en 2024. Sur la septième étape, elle récidive en s'extrayant d'une échappée, cette fois dans la montée du col du Granier, et elle l'emporte en solitaire à Chambéry.
Les étapes alpestres de haute montagne bouleversent le classement général. Lors de la huitième étape, Kim Le Court Pienaar se mue en équipière pour sa leader Sarah Gigante et ne peut suivre le rythme des favorites dans la montée du col de la Madeleine. Jusque là deuxième au classement général et peu en vue depuis la première étape, Pauline Ferrand-Prévot distance toutes ses concurrentes dans l'ascension finale et endosse le maillot jaune avec plus de trois minutes d'avance sur ses rivales principales. Le lendemain, alors que Gigante, deuxième du général, a été distancée dans la descente du col de Joux Plane, le groupe des favorites arrive à Châtel, terme du Tour : Vollering tente plusieurs attaques mais elle est rattrapée puis contrée par Ferrand-Prévot qui s'impose une seconde fois aisément en solitaire. 
Sur le podium, Ferrand-Prévot est félicitée par Jeannie Longo, gagnante du Tour de France féminin en 1987, 1988 et 1989, et elle est revêtue du maillot jaune par Bernard Thévenet, vainqueur du Tour de France masculin en 1975 et 1977.

## Classements

### Classement général final
| Classement général | Classement général           | Classement général | Classement général                 | Classement général  |
|                    | Coureur                      | Pays               | Équipe                             | Temps               |
| ------------------ | ---------------------------- | ------------------ | ---------------------------------- | ------------------- |
| 1er                | Pauline Ferrand-Prévot       | France             | Visma-Lease a Bike                 | en 29 h 54 min 24 s |
| 2e                 | Demi Vollering               | Pays-Bas           | FDJ-Suez                           | + 3 min 42 s        |
| 3e                 | Katarzyna Niewiadoma-Phinney | Pologne            | Canyon-SRAM zondacrypto            | + 4 min 9 s         |
| 4e                 | Dominika Włodarczyk          | Pologne            | UAE ADQ                            | + 5 min 45 s        |
| 5e                 | Niamh Fisher-Black           | Nouvelle-Zélande   | Lidl-Trek                          | + 6 min 25 s        |
| 6e                 | Sarah Gigante                | Australie          | AG Insurance-Soudal                | + 6 min 40 s        |
| 7e                 | Juliette Labous              | France             | FDJ-Suez                           | + 9 min 13 s        |
| 8e                 | Cédrine Kerbaol              | France             | EF Education-Oatly                 | + 13 min 43 s       |
| 9e                 | Pauliena Rooijakkers         | Pays-Bas           | Fenix-Deceuninck                   | + 13 min 59 s       |
| 10e                | Évita Muzic                  | France             | FDJ-Suez                           | + 15 min 50 s       |
| 11e                | Anna van der Breggen         | Pays-Bas           | SD Worx-Protime                    | + 19 min 3 s        |
| 12e                | Ella Wyllie                  | Nouvelle-Zélande   | Liv AlUla Jayco                    | + 24 min 54 s       |
| 13e                | Barbara Malcotti             | Italie             | Human Powered Health               | + 25 min 8 s        |
| 14e                | Justine Ghekiere             | Belgique           | AG Insurance-Soudal                | + 28 min 40 s       |
| 15e                | Maëva Squiban                | France             | UAE ADQ                            | + 32 min 18 s       |
| 16e                | Kim Le Court Pienaar         | Maurice            | AG Insurance-Soudal                | + 32 min 45 s       |
| 17e                | Yara Kastelijn               | Pays-Bas           | Fenix-Deceuninck                   | + 35 min 37 s       |
| 18e                | Magdeleine Vallieres         | Canada             | EF Education-Oatly                 | + 37 min 10 s       |
| 19e                | Nienke Vinke                 | Pays-Bas           | Picnic PostNL                      | + 37 min 17 s       |
| 20e                | Femke de Vries               | Pays-Bas           | Visma-Lease a Bike                 | + 38 min 12 s       |
| 21e                | Cecilie Uttrup Ludwig        | Danemark           | Canyon-SRAM zondacrypto            | + 42 min 25 s       |
| 22e                | Riejanne Markus              | Pays-Bas           | Lidl-Trek                          | + 46 min 45 s       |
| 23e                | Nadia Gontova                | Canada             | Winspace Orange Seal               | + 46 min 58 s       |
| 24e                | Puck Pieterse                | Pays-Bas           | Fenix-Deceuninck                   | + 49 min 17 s       |
| 25e                | Émilie Morier                | France             | St Michel-Preference Home-Auber 93 | + 51 min 58 s       |
| modifier           |                              |                    |                                    |                     |

### Classements annexes
| Classement par points | Classement par points        | Classement par points | Classement par points   | Classement par points |
| --------------------- | ---------------------------- | --------------------- | ----------------------- | --------------------- |
|                       | Coureur                      | Pays                  | Équipe                  | Point(s)              |
| 1er                   | Lorena Wiebes                | Pays-Bas              | SD Worx-Protime         | 230 points            |
| 2e                    | Marianne Vos                 | Pays-Bas              | Visma-Lease a Bike      | 178 pts               |
| 3e                    | Demi Vollering               | Pays-Bas              | FDJ-Suez                | 147 pts               |
| 4e                    | Kim Le Court Pienaar         | Maurice               | AG Insurance-Soudal     | 133 pts               |
| 5e                    | Anna van der Breggen         | Pays-Bas              | SD Worx-Protime         | 118 pts               |
| 6e                    | Pauline Ferrand-Prévot       | France                | Visma-Lease a Bike      | 114 pts               |
| 7e                    | Katarzyna Niewiadoma-Phinney | Pologne               | Canyon-SRAM zondacrypto | 110 pts               |
| 8e                    | Franziska Koch               | Allemagne             | Picnic PostNL           | 97 pts                |
| 9e                    | Maëva Squiban                | France                | UAE ADQ                 | 72 pts                |
| 10e                   | Élise Chabbey                | Suisse                | FDJ-Suez                | 72 pts                |
| modifier              |                              |                       |                         |                       |

| Classement de la meilleure grimpeuse | Classement de la meilleure grimpeuse | Classement de la meilleure grimpeuse | Classement de la meilleure grimpeuse | Classement de la meilleure grimpeuse |
| ------------------------------------ | ------------------------------------ | ------------------------------------ | ------------------------------------ | ------------------------------------ |
|                                      | Coureur                              | Pays                                 | Équipe                               | Point(s)                             |
| 1er                                  | Élise Chabbey                        | Suisse                               | FDJ-Suez                             | 44 points                            |
| 2e                                   | Demi Vollering                       | Pays-Bas                             | FDJ-Suez                             | 36 pts                               |
| 3e                                   | Maëva Squiban                        | France                               | UAE ADQ                              | 36 pts                               |
| 4e                                   | Pauline Ferrand-Prévot               | France                               | Visma-Lease a Bike                   | 33 pts                               |
| 5e                                   | Anna van der Breggen                 | Pays-Bas                             | SD Worx-Protime                      | 29 pts                               |
| 6e                                   | Katarzyna Niewiadoma-Phinney         | Pologne                              | Canyon-SRAM zondacrypto              | 19 pts                               |
| 7e                                   | Niamh Fisher-Black                   | Nouvelle-Zélande                     | Lidl-Trek                            | 19 pts                               |
| 8e                                   | Sarah Gigante                        | Australie                            | AG Insurance-Soudal                  | 18 pts                               |
| 9e                                   | Silke Smulders                       | Pays-Bas                             | Liv AlUla Jayco                      | 17 pts                               |
| 10e                                  | Yara Kastelijn                       | Pays-Bas                             | Fenix-Deceuninck                     | 12 pts                               |
| modifier                             |                                      |                                      |                                      |                                      |

| Classement général de la meilleure jeune | Classement général de la meilleure jeune | Classement général de la meilleure jeune | Classement général de la meilleure jeune | Classement général de la meilleure jeune |
|                                          | Coureur                                  | Pays                                     | Équipe                                   | Temps                                    |
| ---------------------------------------- | ---------------------------------------- | ---------------------------------------- | ---------------------------------------- | ---------------------------------------- |
| 1er                                      | Nienke Vinke                             | Pays-Bas                                 | Picnic PostNL                            | en 30 h 31 min 41 s                      |
| 2e                                       | Titia Ryo                                | France                                   | Arkéa-B&B Hotels                         | + 14 min 51 s                            |
| 3e                                       | Julie Bego                               | France                                   | Cofidis                                  | + 19 min 16 s                            |
| 4e                                       | Marion Bunel                             | France                                   | Visma-Lease a Bike                       | + 29 min 11 s                            |
| 5e                                       | Francesca Barale                         | Italie                                   | Picnic PostNL                            | + 50 min 3 s                             |
| 6e                                       | Clémence Latimier                        | France                                   | Arkéa-B&B Hotels                         | + 1 h 6 min 21 s                         |
| 7e                                       | Millie Couzens                           | Royaume-Uni                              | Fenix-Deceuninck                         | + 1 h 32 min 7 s                         |
| 8e                                       | Imogen Wolff                             | Royaume-Uni                              | Visma-Lease a Bike                       | + 1 h 34 min 10 s                        |
| 9e                                       | Kiara Lylyk                              | Canada                                   | Winspace Orange Seal                     | + 1 h 53 min 40 s                        |
| 10e                                      | Flora Perkins                            | Royaume-Uni                              | Fenix-Deceuninck                         | + 2 h 4 min 59 s                         |
| modifier                                 |                                          |                                          |                                          |                                          |

| Classement par équipes | Classement par équipes  | Classement par équipes | Classement par équipes |
|                        | Équipe                  | Pays                   | Temps                  |
| ---------------------- | ----------------------- | ---------------------- | ---------------------- |
| 1re                    | FDJ-Suez                | France                 | en 90 h 12 min 3 s     |
| 2e                     | AG Insurance-Soudal     | Belgique               | + 35 min 53 s          |
| 3e                     | Visma-Lease a Bike      | Pays-Bas               | + 43 min 44 s          |
| 4e                     | Canyon-SRAM zondacrypto | Allemagne              | + 54 min 19 s          |
| 5e                     | Lidl-Trek               | États-Unis             | + 56 min 18 s          |
| 6e                     | Fenix-Deceuninck        | Belgique               | + 1 h 7 min 54 s       |
| 7e                     | UAE ADQ                 | Émirats arabes unis    | + 1 h 43 min 7 s       |
| 8e                     | Liv AlUla Jayco         | Australie              | + 1 h 47 min 29 s      |
| 9e                     | EF Education-Oatly      | États-Unis             | + 1 h 53 min 30 s      |
| 10e                    | Human Powered Health    | États-Unis             | + 2 h 1 min 42 s       |
| modifier               |                         |                        |                        |

#### Prix de la Combativité
- Maëva Squiban (UAE ADQ)

## Évolution des classements
| Étape              | Vainqueure             | Classement général     | Classement par points | Classement de la montagne | Classement de la meilleure jeune | Classement par équipes | Prix de la combativité |
| ------------------ | ---------------------- | ---------------------- | --------------------- | ------------------------- | -------------------------------- | ---------------------- | ---------------------- |
| 1                  | Marianne Vos           | Marianne Vos           | Marianne Vos          | Élise Chabbey             | Julie Bego                       | FDJ-Suez               | Franziska Koch         |
| 2                  | Mavi García            | Kim Le Court Pienaar   | Marianne Vos          | Élise Chabbey             | Julie Bego                       | FDJ-Suez               | Maëva Squiban          |
| 3                  | Lorena Wiebes          | Marianne Vos           | Lorena Wiebes         | Élise Chabbey             | Julie Bego                       | FDJ-Suez               | Clémence Latimier      |
| 4                  | Lorena Wiebes          | Marianne Vos           | Lorena Wiebes         | Élise Chabbey             | Julie Bego                       | FDJ-Suez               | Franziska Koch         |
| 5                  | Kim Le Court Pienaar   | Kim Le Court Pienaar   | Lorena Wiebes         | Élise Chabbey             | Julie Bego                       | FDJ-Suez               | Brodie Chapman         |
| 6                  | Maëva Squiban          | Kim Le Court Pienaar   | Lorena Wiebes         | Élise Chabbey             | Julie Bego                       | FDJ-Suez               | Maëva Squiban          |
| 7                  | Maëva Squiban          | Kim Le Court Pienaar   | Lorena Wiebes         | Élise Chabbey             | Nienke Vinke                     | FDJ-Suez               | Maëva Squiban          |
| 8                  | Pauline Ferrand-Prévot | Pauline Ferrand-Prévot | Lorena Wiebes         | Élise Chabbey             | Nienke Vinke                     | FDJ-Suez               | Niamh Fisher-Black     |
| 9                  | Pauline Ferrand-Prévot | Pauline Ferrand-Prévot | Lorena Wiebes         | Élise Chabbey             | Nienke Vinke                     | FDJ-Suez               | Anna van der Breggen   |
| Classements finals | Classements finals     | Pauline Ferrand-Prévot | Lorena Wiebes         | Élise Chabbey             | Nienke Vinke                     | FDJ-Suez               | Maëva Squiban          |

## Gains par équipes
| Rang | Équipe                             | Pays                | Gains    | Meilleur classement général | Victoire(s) d'étape | Maillot jaune (jours) | Classements annexes                               |
| ---- | ---------------------------------- | ------------------- | -------- | --------------------------- | ------------------- | --------------------- | ------------------------------------------------- |
| 1er  | Visma-Lease a Bike                 | Pays-Bas            | 76 190 € | 1er                         | 3 (1, 8, 9)         | 5                     |                                                   |
| 2e   | FDJ-Suez                           | France              | 53 810 € | 2e                          |                     |                       | Grand Prix de la montagne, Classement par équipes |
| 3e   | UAE ADQ                            | Émirats arabes unis | 25 630 € | 4e                          | 2 (6, 7)            |                       |                                                   |
| 4e   | AG Insurance-Soudal                | Belgique            | 22 450 € | 6e                          | 1 (5)               | 4                     |                                                   |
| 5e   | SD Worx-Protime                    | Pays-Bas            | 20 130 € | 11e                         | 2 (3, 4)            |                       | Classement par points                             |
| 6e   | Canyon-SRAM zondacrypto            | Allemagne           | 15 320 € | 3e                          |                     |                       |                                                   |
| 7e   | Lidl-Trek                          | États-Unis          | 7 980 €  | 5e                          |                     |                       |                                                   |
| 8e   | Picnic PostNL                      | Pays-Bas            | 7 080 €  | 19e                         |                     |                       | Classement du meilleur jeune                      |
| 9e   | EF Education-Oatly                 | États-Unis          | 6 430 €  | 8e                          |                     |                       |                                                   |
| 10e  | Liv AlUla Jayco                    | Australie           | 6 390 €  | 12e                         | 1 (2)               |                       |                                                   |
| 11e  | Fenix-Deceuninck                   | Belgique            | 4 880 €  | 9e                          |                     |                       |                                                   |
| 12e  | Human Powered Health               | États-Unis          | 2 640 €  | 13e                         |                     |                       |                                                   |
| 13e  | Arkéa-B&B Hotels                   | France              | 2 630 €  | 26e                         |                     |                       |                                                   |
| 14e  | Cofidis                            | France              | 2 200 €  | 33e                         |                     |                       |                                                   |
| 15e  | VolkerWessels                      | Pays-Bas            | 1 640 €  | 29e                         |                     |                       |                                                   |
| 16e  | Movistar                           | Espagne             | 1 460 €  | 42e                         |                     |                       |                                                   |
| 17e  | Ceratizit                          | Allemagne           | 700 €    | 41e                         |                     |                       |                                                   |
| 18e  | Uno-X Mobility                     | Norvège             | 490 €    | 79e                         |                     |                       |                                                   |
| 19e  | St Michel-Preference Home-Auber 93 | France              | 460 €    | 25e                         |                     |                       |                                                   |
| 20e  | Roland Le Dévoluy                  | Suisse              | 320 €    | 46e                         |                     |                       |                                                   |
| 21e  | Laboral Kutxa-Fundación Euskadi    | Espagne             | 310 €    | 35e                         |                     |                       |                                                   |
| 22e  | Winspace Orange Seal               | France              | 290 €    | 23e                         |                     |                       |                                                   |

## Participantes

### Coureuses par nationalité
Retrouvez le tableau des coureuses par nationalité au départ, à l'arrivée ainsi que le nombre de victoire d'étape.
| #     | Nationalité      | Au départ | Évolution | À l'arrivée | Victoire(s) d'étape               |
| ----- | ---------------- | --------- | --------- | ----------- | --------------------------------- |
| 1     | Pays-Bas         | 34        | 2         | 30          | 3 (Vos, Wiebes ×2)                |
| 2     | France           | 24        | 8         | 19          | 4 (Squiban ×2, Ferrand-Prévot ×2) |
| 3     | Italie           | 16        | 3         | 9           |                                   |
| 4     | Belgique         | 8         | Stable    | 8           |                                   |
| 5     | Espagne          | 7         | Stable    | 6           | 1 (García)                        |
| 6     | Australie        | 7         | 2         | 5           |                                   |
| 7     | Allemagne        | 7         | 2         | 7           |                                   |
| 8     | Suisse           | 6         | 4         | 5           |                                   |
| 9     | États-Unis       | 5         | 1         | 3           |                                   |
| 10    | Pologne          | 5         | Stable    | 4           |                                   |
| 11    | Canada           | 5         | 1         | 5           |                                   |
| 12    | Royaume-Uni      | 4         | 3         | 4           |                                   |
| 13    | Nouvelle-Zélande | 4         | 1         | 4           |                                   |
| 14    | Danemark         | 4         | 2         | 3           |                                   |
| 15    | Norvège          | 3         | Stable    | 0           |                                   |
| 16    | Irlande          | 3         | 3         | 3           |                                   |
| 17    | Autriche         | 3         | 1         | 2           |                                   |
| 18    | Maurice          | 1         | Stable    | 1           | 1 (Le Court Pienaar)              |
| 19    | Tchéquie         | 1         | Stable    | 0           |                                   |
| 20    | Slovénie         | 1         | Stable    | 0           |                                   |
| 21    | Brésil           | 1         | 1         | 1           |                                   |
| 22    | Serbie           | 1         | 1         | 1           |                                   |
| 23    | Chili            | 1         | Stable    | 1           |                                   |
| 24    | Suède            | 1         | 1         | 1           |                                   |
| 25    | Hongrie          | 1         | Stable    | 1           |                                   |
| 26    | Bannière neutre  | 1         | Stable    | 1           |                                   |
| Total | Total            | 154       |           | 124         | 9                                 |

### Liste des participantes
| Légende | Légende                                                                    | Légende | Légende                                                    |
| ------- | -------------------------------------------------------------------------- | ------- | ---------------------------------------------------------- |
| Num     | Dossard de départ porté par le coureur sur ce Tour                         | Pos     | Position à l'arrivée de la course                          |
|         | Indique un maillot de champion national ou mondial, suivi de sa spécialité | NP      | Indique un coureur qui n'a pas pris le départ de la course |
| AB      | Indique un coureur qui n'a pas terminé la course                           | HD      | Indique un coureur qui a terminé la course hors des délais |

| Canyon//SRAM zondacrypto CSZ                  | Canyon//SRAM zondacrypto CSZ       | Canyon//SRAM zondacrypto CSZ |
| --------------------------------------------- | ---------------------------------- | ---------------------------- |
| Num                                           | Coureuse                           | Pos                          |
| 1                                             | Katarzyna Niewiadoma (POL) (route) | 3e                           |
| 2                                             | Ricarda Bauernfeind (GER)          | 32e                          |
| 3                                             | Neve Bradbury (AUS)                | 71e                          |
| 4                                             | Chloé Dygert (USA)                 | NP-9                         |
| 5                                             | Cecilie Uttrup Ludwig (DEN)        | 21e                          |
| 6                                             | Soraya Paladin (ITA)               | AB-7                         |
| 7                                             | Agnieszka Skalniak-Sójka (POL)     | NP-5                         |
| Directeur sportif : Adam Szabó, Davide Arzeni |                                    |                              |

| FDJ-Suez TFS                                      | FDJ-Suez TFS          | FDJ-Suez TFS |
| ------------------------------------------------- | --------------------- | ------------ |
| Num                                               | Coureuse              | Pos          |
| 11                                                | Demi Vollering (NED)  | 2e           |
| 12                                                | Élise Chabbey (SUI)   | 28e          |
| 13                                                | Amber Kraak (NED)     | 51e          |
| 14                                                | Juliette Labous (FRA) | 7e           |
| 15                                                | Marie Le Net (FRA)    | 58e          |
| 16                                                | Évita Muzic (FRA)     | 10e          |
| 17                                                | Ally Wollaston (NZL)  | 92e          |
| Directeur sportif : Flavien Soenen, Nicolas Maire |                       |              |

| Fenix-Deceuninck FDC                                  | Fenix-Deceuninck FDC          | Fenix-Deceuninck FDC |
| ----------------------------------------------------- | ----------------------------- | -------------------- |
| Num                                                   | Coureuse                      | Pos                  |
| 21                                                    | Pauliena Rooijakkers (NED)    | 9e                   |
| 22                                                    | Millie Couzens (GBR)          | 87e                  |
| 23                                                    | Yara Kastelijn (NED)          | 17e                  |
| 24                                                    | Flora Perkins (GBR)           | 121e                 |
| 25                                                    | Puck Pieterse (NED)           | 24e                  |
| 26                                                    | Christina Schweinberger (AUT) | 64e                  |
| 27                                                    | Marthe Truyen (BEL)           | 108e                 |
| Directeur sportif : Rik Van Slycke, Michel Cornelisse |                               |                      |

| EF Education-Oatly EFC                         | EF Education-Oatly EFC     | EF Education-Oatly EFC |
| ---------------------------------------------- | -------------------------- | ---------------------- |
| Num                                            | Coureuse                   | Pos                    |
| 31                                             | Cédrine Kerbaol (FRA)      | 8e                     |
| 32                                             | Letizia Borghesi (ITA)     | 95e                    |
| 33                                             | Henrietta Christie (NZL)   | 80e                    |
| 34                                             | Kristen Faulkner (USA)     | AB-5                   |
| 35                                             | Alison Jackson (CAN)       | 113e                   |
| 36                                             | Noemi Rüegg (SUI)          | 60e                    |
| 37                                             | Magdeleine Vallieres (CAN) | 18e                    |
| Directeur sportif : Daniel Foder, Carmen Small |                            |                        |

| SD Worx-Protime SDW                           | SD Worx-Protime SDW        | SD Worx-Protime SDW |
| --------------------------------------------- | -------------------------- | ------------------- |
| Num                                           | Coureuse                   | Pos                 |
| 41                                            | Lotte Kopecky (BEL)        | 45e                 |
| 42                                            | Mischa Bredewold (NED)     | 83e                 |
| 43                                            | Elena Cecchini (ITA)       | 107e                |
| 44                                            | Femke Gerritse (NED)       | 100e                |
| 45                                            | Anna van der Breggen (NED) | 11e                 |
| 46                                            | Blanka Vas (HUN)           | 76e                 |
| 47                                            | Lorena Wiebes (NED)        | 57e                 |
| Directeur sportif : Danny Stam, Christian Kos |                            |                     |

| Team Visma \| Lease a Bike TVL               | Team Visma \| Lease a Bike TVL | Team Visma \| Lease a Bike TVL |
| -------------------------------------------- | ------------------------------ | ------------------------------ |
| Num                                          | Coureuse                       | Pos                            |
| 51                                           | Pauline Ferrand-Prévot (FRA)   | 1re                            |
| 52                                           | Marion Bunel (FRA)             | 39e                            |
| 53                                           | Femke de Vries (NED)           | 20e                            |
| 54                                           | Lieke Nooijen (NED)            | 34e                            |
| 55                                           | Eva van Agt (NED)              | 66e                            |
| 56                                           | Marianne Vos (NED)             | 37e                            |
| 57                                           | Imogen Wolff (GBR)             | 89e                            |
| Directeur sportif : Jan Boven, Jos van Emden |                                |                                |

| UAE Team ADQ UAD                                | UAE Team ADQ UAD           | UAE Team ADQ UAD |
| ----------------------------------------------- | -------------------------- | ---------------- |
| Num                                             | Coureuse                   | Pos              |
| 61                                              | Elisa Longo Borghini (ITA) | NP-3             |
| 62                                              | Brodie Chapman (AUS)       | NP-9             |
| 63                                              | Eleonora Gasparrini (ITA)  | NP-4             |
| 64                                              | Lara Gillespie (IRL)       | 82e              |
| 65                                              | Maëva Squiban (FRA)        | 15e              |
| 66                                              | Karlijn Swinkels (NED)     | AB-5             |
| 67                                              | Dominika Włodarczyk (POL)  | 4e               |
| Directeur sportif : Cherie Pridham, Davide Gani |                            |                  |

| Movistar Team MOV                             | Movistar Team MOV           | Movistar Team MOV |
| --------------------------------------------- | --------------------------- | ----------------- |
| Num                                           | Coureuse                    | Pos               |
| 71                                            | Marlen Reusser (SUI)        | AB-1              |
| 72                                            | Aude Biannic (FRA)          | 77e               |
| 73                                            | Jelena Erić (SRB)           | 112e              |
| 74                                            | Liane Lippert (GER)         | 59e               |
| 75                                            | Ana Vitória Magalhães (BRA) | 74e               |
| 76                                            | Sara Martín (ESP)           | 120e              |
| 77                                            | Mareille Meijering (NED)    | 42e               |
| Directeur sportif : Jorge Sanz, Kelvin Dekker |                             |                   |

| Lidl-Trek LTK                                              | Lidl-Trek LTK              | Lidl-Trek LTK |
| ---------------------------------------------------------- | -------------------------- | ------------- |
| Num                                                        | Coureuse                   | Pos           |
| 81                                                         | Elisa Balsamo (ITA)        | AB-5          |
| 82                                                         | Lucinda Brand (NED)        | 47e           |
| 83                                                         | Niamh Fisher-Black (NZL)   | 5e            |
| 84                                                         | Riejanne Markus (NED)      | 22e           |
| 85                                                         | Emma Norsgaard Bjerg (DEN) | 98e           |
| 86                                                         | Lauretta Hanson (AUS)      | 75e           |
| 87                                                         | Shirin van Anrooij (NED)   | 36e           |
| Directeur sportif : Jeroen Blijlevens, Ina-Yoko Teutenberg |                            |               |

| AG Insurance-Soudal Team AGS                     | AG Insurance-Soudal Team AGS       | AG Insurance-Soudal Team AGS |
| ------------------------------------------------ | ---------------------------------- | ---------------------------- |
| Num                                              | Coureuse                           | Pos                          |
| 91                                               | Kimberley Le Court de Billot (MRI) | 16e                          |
| 92                                               | Shari Bossuyt (BEL)                | 81e                          |
| 93                                               | Justine Ghekiere (BEL)             | 14e                          |
| 94                                               | Sarah Gigante (AUS)                | 6e                           |
| 95                                               | Ilse Pluimers (NED)                | 111e                         |
| 96                                               | Julie Van de Velde (BEL)           | 62e                          |
| 97                                               | Gladys Verhulst (FRA)              | AB-9                         |
| Directeur sportif : Stijn Steels, Jolien D'Hoore |                                    |                              |

| Team Picnic PostNL TPP                             | Team Picnic PostNL TPP | Team Picnic PostNL TPP |
| -------------------------------------------------- | ---------------------- | ---------------------- |
| Num                                                | Coureuse               | Pos                    |
| 101                                                | Charlotte Kool (NED)   | NP-2                   |
| 102                                                | Francesca Barale (ITA) | 48e                    |
| 103                                                | Rachele Barbieri (ITA) | 104e                   |
| 104                                                | Pfeiffer Georgi (GBR)  | 52e                    |
| 105                                                | Megan Jastrab (USA)    | 54e                    |
| 106                                                | Franziska Koch (GER)   | 38e                    |
| 107                                                | Nienke Vinke (NED)     | 19e                    |
| Directeur sportif : Callum Ferguson, Albert Timmer |                        |                        |

| Arkéa-B&B Hotels Women ARK                            | Arkéa-B&B Hotels Women ARK    | Arkéa-B&B Hotels Women ARK |
| ----------------------------------------------------- | ----------------------------- | -------------------------- |
| Num                                                   | Coureuse                      | Pos                        |
| 111                                                   | Valentina Cavallar (AUT)      | NP-6                       |
| 112                                                   | Lotte Claes (BEL)             | 31e                        |
| 113                                                   | Emilia Fahlin (SWE)           | 124e                       |
| 114                                                   | Clémence Latimier (FRA)       | 61e                        |
| 115                                                   | Titia Ryo (FRA)               | 26e                        |
| 116                                                   | Maurène Trégouët (FRA)        | 122e                       |
| 117                                                   | Marjolein van 't Geloof (NED) | AB-5                       |
| Directeur sportif : Grégoire Le Calvé, Gaël Le Bellec |                               |                            |

| Liv AlUla Jayco LIV                          | Liv AlUla Jayco LIV         | Liv AlUla Jayco LIV |
| -------------------------------------------- | --------------------------- | ------------------- |
| Num                                          | Coureuse                    | Pos                 |
| 121                                          | Letizia Paternoster (ITA)   | 84e                 |
| 122                                          | Mavi García (ESP)           | 27e                 |
| 123                                          | Jeanne Korevaar (NED)       | 109e                |
| 124                                          | Ruby Roseman-Gannon (AUS)   | 78e                 |
| 125                                          | Silke Smulders (NED)        | 43e                 |
| 126                                          | Monica Trinca Colonel (ITA) | AB-5                |
| 127                                          | Ella Wyllie (NZL)           | 12e                 |
| Directeur sportif : Shawn Clarke, Gene Bates |                             |                     |

| Uno-X Mobility UXM                                 | Uno-X Mobility UXM              | Uno-X Mobility UXM |
| -------------------------------------------------- | ------------------------------- | ------------------ |
| Num                                                | Coureuse                        | Pos                |
| 131                                                | Katrine Aalerud (NOR)           | AB-5               |
| 132                                                | Susanne Andersen (NOR)          | HD-8               |
| 133                                                | Teuntje Beekhuis (NED)          | 110e               |
| 134                                                | Maria Giulia Confalonieri (ITA) | AB-5               |
| 135                                                | Rebecca Koerner (DEN) (chrono)  | NP-4               |
| 136                                                | Mie Bjørndal Ottestad (NOR)     | NP-6               |
| 137                                                | Linda Zanetti (SUI)             | 79e                |
| Directeur sportif : Anna Badegruber, Martin Vestby |                                 |                    |

| Cofidis COF                                         | Cofidis COF             | Cofidis COF |
| --------------------------------------------------- | ----------------------- | ----------- |
| Num                                                 | Coureuse                | Pos         |
| 141                                                 | Victoire Berteau (FRA)  | 69e         |
| 142                                                 | Julie Bego (FRA)        | 33e         |
| 143                                                 | Eugenia Bujak (SLO)     | AB-5        |
| 144                                                 | Amalie Dideriksen (DEN) | 73e         |
| 145                                                 | Clara Koppenburg (GER)  | 88e         |
| 146                                                 | Hannah Ludwig (GER)     | 90e         |
| 147                                                 | Nadia Quagliotto (ITA)  | 93e         |
| Directeur sportif : Mélanie Briot, Magnus Bäckstedt |                         |             |

| Ceratizit Pro Cycling Team CTC                 | Ceratizit Pro Cycling Team CTC | Ceratizit Pro Cycling Team CTC |
| ---------------------------------------------- | ------------------------------ | ------------------------------ |
| Num                                            | Coureuse                       | Pos                            |
| 151                                            | Sarah Van Dam (CAN)            | 41e                            |
| 152                                            | Franziska Brauße (GER)         | 105e                           |
| 153                                            | Kristýna Burlová (CZE)         | AB-6                           |
| 154                                            | Elena Hartmann (SUI)           | 49e                            |
| 155                                            | Daniek Hengeveld (NED)         | 50e                            |
| 156                                            | Célia Le Mouël (FRA)           | 56e                            |
| 157                                            | Dilyxine Miermont (FRA)        | NP-8                           |
| Directeur sportif : Claude Sun, Dirk Baldinger |                                |                                |

| Human Powered Health HPH                              | Human Powered Health HPH | Human Powered Health HPH |
| ----------------------------------------------------- | ------------------------ | ------------------------ |
| Num                                                   | Coureuse                 | Pos                      |
| 161                                                   | Barbara Malcotti (ITA)   | 13e                      |
| 162                                                   | Thalita de Jong (NED)    | 68e                      |
| 163                                                   | Ruth Edwards (USA)       | 30e                      |
| 164                                                   | Romy Kasper (GER)        | 86e                      |
| 165                                                   | Mona Mitterwallner (AUT) | 65e                      |
| 166                                                   | Marit Raaijmakers (NED)  | 72e                      |
| 167                                                   | Lily Williams (USA)      | 70e                      |
| Directeur sportif : Clark Sheehan, Enrico Campolunghi |                          |                          |

| St Michel-Preference Home-Auber 93 AUB         | St Michel-Preference Home-Auber 93 AUB | St Michel-Preference Home-Auber 93 AUB |
| ---------------------------------------------- | -------------------------------------- | -------------------------------------- |
| Num                                            | Coureuse                               | Pos                                    |
| 171                                            | Alicia González (ESP)                  | 117e                                   |
| 172                                            | Alison Avoine (FRA)                    | 123e                                   |
| 173                                            | Lucie Fityus (AUS)                     | HD-2                                   |
| 174                                            | Émilie Morier (FRA)                    | 25e                                    |
| 175                                            | Elyne Roussel (FRA)                    | AB-7                                   |
| 176                                            | Ségolène Thomas (FRA)                  | HD-2                                   |
| 177                                            | Emily Watts (AUS)                      | 114e                                   |
| Directeur sportif : Stephan Gaudry, Tony Hurel |                                        |                                        |

| Laboral Kutxa-Fundación Euskadi LKF              | Laboral Kutxa-Fundación Euskadi LKF | Laboral Kutxa-Fundación Euskadi LKF |
| ------------------------------------------------ | ----------------------------------- | ----------------------------------- |
| Num                                              | Coureuse                            | Pos                                 |
| 181                                              | Ane Santesteban (ESP)               | 35e                                 |
| 182                                              | Alice Maria Arzuffi (ITA)           | 63e                                 |
| 183                                              | Idoia Eraso (ESP)                   | 106e                                |
| 184                                              | Usoa Ostolaza (ESP)                 | 40e                                 |
| 185                                              | Catalina Soto (CHI)                 | 119e                                |
| 186                                              | Alba Teruel (ESP)                   | AB-9                                |
| 187                                              | Laura Tomasi (ITA)                  | 99e                                 |
| Directeur sportif : Ion Lazkano, Peio Goikoetxea |                                     |                                     |

| Winspace Orange Seal WOS                                     | Winspace Orange Seal WOS      | Winspace Orange Seal WOS |
| ------------------------------------------------------------ | ----------------------------- | ------------------------ |
| Num                                                          | Coureuse                      | Pos                      |
| 191                                                          | Karolina Perekitko (POL)      | 55e                      |
| 192                                                          | Marine Allione (FRA)          | 102e                     |
| 193                                                          | Nadia Gontova (CAN)           | 23e                      |
| 194                                                          | Kiara Lylyk (CAN)             | 116e                     |
| 195                                                          | Fiona Mangan (IRL)            | 118e                     |
| 196                                                          | Marie-Morgane Le Deunff (FRA) | HD-2                     |
| 197                                                          | Constance Valentin (FRA)      | 91e                      |
| Directeur sportif : Jean Christophe Barbotin, Franck Renimel |                               |                          |

| VolkerWessels VWT                                      | VolkerWessels VWT           | VolkerWessels VWT |
| ------------------------------------------------------ | --------------------------- | ----------------- |
| Num                                                    | Coureuse                    | Pos               |
| 201                                                    | Eline Jansen (NED)          | 44e               |
| 202                                                    | Valerie Demey (BEL)         | 94e               |
| 203                                                    | Anneke Dijkstra (NED)       | 103e              |
| 204                                                    | Laura Molenaar (NED)        | 85e               |
| 205                                                    | Maud Rijnbeek (NED)         | 67e               |
| 206                                                    | Lonneke Uneken (NED)        | 115e              |
| 207                                                    | Margot Vanpachtenbeke (BEL) | 29e               |
| Directeur sportif : Larissa Havik, Marieke van Wanroij |                             |                   |

| Roland Le Dévoluy CGS                             | Roland Le Dévoluy CGS | Roland Le Dévoluy CGS |
| ------------------------------------------------- | --------------------- | --------------------- |
| Num                                               | Coureuse              | Pos                   |
| 211                                               | Morgane Coston (FRA)  | 46e                   |
| 212                                               | Tamara Dronova        | 96e                   |
| 213                                               | Mia Griffin (IRL)     | 97e                   |
| 214                                               | Elena Pirrone (ITA)   | HD-2                  |
| 215                                               | Kaja Rysz (POL)       | 101e                  |
| 216                                               | Petra Stiasny (SUI)   | 53e                   |
| 217                                               | Sylvie Swinkels (NED) | AB-2                  |
| Directeur sportif : Sergueï Klimov, Cédric Bugnon |                       |                       |

| Canyon//SRAM zondacrypto CSZ                  | Canyon//SRAM zondacrypto CSZ       | Canyon//SRAM zondacrypto CSZ |
| --------------------------------------------- | ---------------------------------- | ---------------------------- |
| Num                                           | Coureuse                           | Pos                          |
| 1                                             | Katarzyna Niewiadoma (POL) (route) | 3e                           |
| 2                                             | Ricarda Bauernfeind (GER)          | 32e                          |
| 3                                             | Neve Bradbury (AUS)                | 71e                          |
| 4                                             | Chloé Dygert (USA)                 | NP-9                         |
| 5                                             | Cecilie Uttrup Ludwig (DEN)        | 21e                          |
| 6                                             | Soraya Paladin (ITA)               | AB-7                         |
| 7                                             | Agnieszka Skalniak-Sójka (POL)     | NP-5                         |
| Directeur sportif : Adam Szabó, Davide Arzeni |                                    |                              |

| FDJ-Suez TFS                                      | FDJ-Suez TFS          | FDJ-Suez TFS |
| ------------------------------------------------- | --------------------- | ------------ |
| Num                                               | Coureuse              | Pos          |
| 11                                                | Demi Vollering (NED)  | 2e           |
| 12                                                | Élise Chabbey (SUI)   | 28e          |
| 13                                                | Amber Kraak (NED)     | 51e          |
| 14                                                | Juliette Labous (FRA) | 7e           |
| 15                                                | Marie Le Net (FRA)    | 58e          |
| 16                                                | Évita Muzic (FRA)     | 10e          |
| 17                                                | Ally Wollaston (NZL)  | 92e          |
| Directeur sportif : Flavien Soenen, Nicolas Maire |                       |              |

| Fenix-Deceuninck FDC                                  | Fenix-Deceuninck FDC          | Fenix-Deceuninck FDC |
| ----------------------------------------------------- | ----------------------------- | -------------------- |
| Num                                                   | Coureuse                      | Pos                  |
| 21                                                    | Pauliena Rooijakkers (NED)    | 9e                   |
| 22                                                    | Millie Couzens (GBR)          | 87e                  |
| 23                                                    | Yara Kastelijn (NED)          | 17e                  |
| 24                                                    | Flora Perkins (GBR)           | 121e                 |
| 25                                                    | Puck Pieterse (NED)           | 24e                  |
| 26                                                    | Christina Schweinberger (AUT) | 64e                  |
| 27                                                    | Marthe Truyen (BEL)           | 108e                 |
| Directeur sportif : Rik Van Slycke, Michel Cornelisse |                               |                      |

| EF Education-Oatly EFC                         | EF Education-Oatly EFC     | EF Education-Oatly EFC |
| ---------------------------------------------- | -------------------------- | ---------------------- |
| Num                                            | Coureuse                   | Pos                    |
| 31                                             | Cédrine Kerbaol (FRA)      | 8e                     |
| 32                                             | Letizia Borghesi (ITA)     | 95e                    |
| 33                                             | Henrietta Christie (NZL)   | 80e                    |
| 34                                             | Kristen Faulkner (USA)     | AB-5                   |
| 35                                             | Alison Jackson (CAN)       | 113e                   |
| 36                                             | Noemi Rüegg (SUI)          | 60e                    |
| 37                                             | Magdeleine Vallieres (CAN) | 18e                    |
| Directeur sportif : Daniel Foder, Carmen Small |                            |                        |

| SD Worx-Protime SDW                           | SD Worx-Protime SDW        | SD Worx-Protime SDW |
| --------------------------------------------- | -------------------------- | ------------------- |
| Num                                           | Coureuse                   | Pos                 |
| 41                                            | Lotte Kopecky (BEL)        | 45e                 |
| 42                                            | Mischa Bredewold (NED)     | 83e                 |
| 43                                            | Elena Cecchini (ITA)       | 107e                |
| 44                                            | Femke Gerritse (NED)       | 100e                |
| 45                                            | Anna van der Breggen (NED) | 11e                 |
| 46                                            | Blanka Vas (HUN)           | 76e                 |
| 47                                            | Lorena Wiebes (NED)        | 57e                 |
| Directeur sportif : Danny Stam, Christian Kos |                            |                     |

| Team Visma \| Lease a Bike TVL               | Team Visma \| Lease a Bike TVL | Team Visma \| Lease a Bike TVL |
| -------------------------------------------- | ------------------------------ | ------------------------------ |
| Num                                          | Coureuse                       | Pos                            |
| 51                                           | Pauline Ferrand-Prévot (FRA)   | 1re                            |
| 52                                           | Marion Bunel (FRA)             | 39e                            |
| 53                                           | Femke de Vries (NED)           | 20e                            |
| 54                                           | Lieke Nooijen (NED)            | 34e                            |
| 55                                           | Eva van Agt (NED)              | 66e                            |
| 56                                           | Marianne Vos (NED)             | 37e                            |
| 57                                           | Imogen Wolff (GBR)             | 89e                            |
| Directeur sportif : Jan Boven, Jos van Emden |                                |                                |

| UAE Team ADQ UAD                                | UAE Team ADQ UAD           | UAE Team ADQ UAD |
| ----------------------------------------------- | -------------------------- | ---------------- |
| Num                                             | Coureuse                   | Pos              |
| 61                                              | Elisa Longo Borghini (ITA) | NP-3             |
| 62                                              | Brodie Chapman (AUS)       | NP-9             |
| 63                                              | Eleonora Gasparrini (ITA)  | NP-4             |
| 64                                              | Lara Gillespie (IRL)       | 82e              |
| 65                                              | Maëva Squiban (FRA)        | 15e              |
| 66                                              | Karlijn Swinkels (NED)     | AB-5             |
| 67                                              | Dominika Włodarczyk (POL)  | 4e               |
| Directeur sportif : Cherie Pridham, Davide Gani |                            |                  |

| Movistar Team MOV                             | Movistar Team MOV           | Movistar Team MOV |
| --------------------------------------------- | --------------------------- | ----------------- |
| Num                                           | Coureuse                    | Pos               |
| 71                                            | Marlen Reusser (SUI)        | AB-1              |
| 72                                            | Aude Biannic (FRA)          | 77e               |
| 73                                            | Jelena Erić (SRB)           | 112e              |
| 74                                            | Liane Lippert (GER)         | 59e               |
| 75                                            | Ana Vitória Magalhães (BRA) | 74e               |
| 76                                            | Sara Martín (ESP)           | 120e              |
| 77                                            | Mareille Meijering (NED)    | 42e               |
| Directeur sportif : Jorge Sanz, Kelvin Dekker |                             |                   |

| Lidl-Trek LTK                                              | Lidl-Trek LTK              | Lidl-Trek LTK |
| ---------------------------------------------------------- | -------------------------- | ------------- |
| Num                                                        | Coureuse                   | Pos           |
| 81                                                         | Elisa Balsamo (ITA)        | AB-5          |
| 82                                                         | Lucinda Brand (NED)        | 47e           |
| 83                                                         | Niamh Fisher-Black (NZL)   | 5e            |
| 84                                                         | Riejanne Markus (NED)      | 22e           |
| 85                                                         | Emma Norsgaard Bjerg (DEN) | 98e           |
| 86                                                         | Lauretta Hanson (AUS)      | 75e           |
| 87                                                         | Shirin van Anrooij (NED)   | 36e           |
| Directeur sportif : Jeroen Blijlevens, Ina-Yoko Teutenberg |                            |               |

| AG Insurance-Soudal Team AGS                     | AG Insurance-Soudal Team AGS       | AG Insurance-Soudal Team AGS |
| ------------------------------------------------ | ---------------------------------- | ---------------------------- |
| Num                                              | Coureuse                           | Pos                          |
| 91                                               | Kimberley Le Court de Billot (MRI) | 16e                          |
| 92                                               | Shari Bossuyt (BEL)                | 81e                          |
| 93                                               | Justine Ghekiere (BEL)             | 14e                          |
| 94                                               | Sarah Gigante (AUS)                | 6e                           |
| 95                                               | Ilse Pluimers (NED)                | 111e                         |
| 96                                               | Julie Van de Velde (BEL)           | 62e                          |
| 97                                               | Gladys Verhulst (FRA)              | AB-9                         |
| Directeur sportif : Stijn Steels, Jolien D'Hoore |                                    |                              |

| Team Picnic PostNL TPP                             | Team Picnic PostNL TPP | Team Picnic PostNL TPP |
| -------------------------------------------------- | ---------------------- | ---------------------- |
| Num                                                | Coureuse               | Pos                    |
| 101                                                | Charlotte Kool (NED)   | NP-2                   |
| 102                                                | Francesca Barale (ITA) | 48e                    |
| 103                                                | Rachele Barbieri (ITA) | 104e                   |
| 104                                                | Pfeiffer Georgi (GBR)  | 52e                    |
| 105                                                | Megan Jastrab (USA)    | 54e                    |
| 106                                                | Franziska Koch (GER)   | 38e                    |
| 107                                                | Nienke Vinke (NED)     | 19e                    |
| Directeur sportif : Callum Ferguson, Albert Timmer |                        |                        |

| Arkéa-B&B Hotels Women ARK                            | Arkéa-B&B Hotels Women ARK    | Arkéa-B&B Hotels Women ARK |
| ----------------------------------------------------- | ----------------------------- | -------------------------- |
| Num                                                   | Coureuse                      | Pos                        |
| 111                                                   | Valentina Cavallar (AUT)      | NP-6                       |
| 112                                                   | Lotte Claes (BEL)             | 31e                        |
| 113                                                   | Emilia Fahlin (SWE)           | 124e                       |
| 114                                                   | Clémence Latimier (FRA)       | 61e                        |
| 115                                                   | Titia Ryo (FRA)               | 26e                        |
| 116                                                   | Maurène Trégouët (FRA)        | 122e                       |
| 117                                                   | Marjolein van 't Geloof (NED) | AB-5                       |
| Directeur sportif : Grégoire Le Calvé, Gaël Le Bellec |                               |                            |

| Liv AlUla Jayco LIV                          | Liv AlUla Jayco LIV         | Liv AlUla Jayco LIV |
| -------------------------------------------- | --------------------------- | ------------------- |
| Num                                          | Coureuse                    | Pos                 |
| 121                                          | Letizia Paternoster (ITA)   | 84e                 |
| 122                                          | Mavi García (ESP)           | 27e                 |
| 123                                          | Jeanne Korevaar (NED)       | 109e                |
| 124                                          | Ruby Roseman-Gannon (AUS)   | 78e                 |
| 125                                          | Silke Smulders (NED)        | 43e                 |
| 126                                          | Monica Trinca Colonel (ITA) | AB-5                |
| 127                                          | Ella Wyllie (NZL)           | 12e                 |
| Directeur sportif : Shawn Clarke, Gene Bates |                             |                     |

| Uno-X Mobility UXM                                 | Uno-X Mobility UXM              | Uno-X Mobility UXM |
| -------------------------------------------------- | ------------------------------- | ------------------ |
| Num                                                | Coureuse                        | Pos                |
| 131                                                | Katrine Aalerud (NOR)           | AB-5               |
| 132                                                | Susanne Andersen (NOR)          | HD-8               |
| 133                                                | Teuntje Beekhuis (NED)          | 110e               |
| 134                                                | Maria Giulia Confalonieri (ITA) | AB-5               |
| 135                                                | Rebecca Koerner (DEN) (chrono)  | NP-4               |
| 136                                                | Mie Bjørndal Ottestad (NOR)     | NP-6               |
| 137                                                | Linda Zanetti (SUI)             | 79e                |
| Directeur sportif : Anna Badegruber, Martin Vestby |                                 |                    |

| Cofidis COF                                         | Cofidis COF             | Cofidis COF |
| --------------------------------------------------- | ----------------------- | ----------- |
| Num                                                 | Coureuse                | Pos         |
| 141                                                 | Victoire Berteau (FRA)  | 69e         |
| 142                                                 | Julie Bego (FRA)        | 33e         |
| 143                                                 | Eugenia Bujak (SLO)     | AB-5        |
| 144                                                 | Amalie Dideriksen (DEN) | 73e         |
| 145                                                 | Clara Koppenburg (GER)  | 88e         |
| 146                                                 | Hannah Ludwig (GER)     | 90e         |
| 147                                                 | Nadia Quagliotto (ITA)  | 93e         |
| Directeur sportif : Mélanie Briot, Magnus Bäckstedt |                         |             |

| Ceratizit Pro Cycling Team CTC                 | Ceratizit Pro Cycling Team CTC | Ceratizit Pro Cycling Team CTC |
| ---------------------------------------------- | ------------------------------ | ------------------------------ |
| Num                                            | Coureuse                       | Pos                            |
| 151                                            | Sarah Van Dam (CAN)            | 41e                            |
| 152                                            | Franziska Brauße (GER)         | 105e                           |
| 153                                            | Kristýna Burlová (CZE)         | AB-6                           |
| 154                                            | Elena Hartmann (SUI)           | 49e                            |
| 155                                            | Daniek Hengeveld (NED)         | 50e                            |
| 156                                            | Célia Le Mouël (FRA)           | 56e                            |
| 157                                            | Dilyxine Miermont (FRA)        | NP-8                           |
| Directeur sportif : Claude Sun, Dirk Baldinger |                                |                                |

| Human Powered Health HPH                              | Human Powered Health HPH | Human Powered Health HPH |
| ----------------------------------------------------- | ------------------------ | ------------------------ |
| Num                                                   | Coureuse                 | Pos                      |
| 161                                                   | Barbara Malcotti (ITA)   | 13e                      |
| 162                                                   | Thalita de Jong (NED)    | 68e                      |
| 163                                                   | Ruth Edwards (USA)       | 30e                      |
| 164                                                   | Romy Kasper (GER)        | 86e                      |
| 165                                                   | Mona Mitterwallner (AUT) | 65e                      |
| 166                                                   | Marit Raaijmakers (NED)  | 72e                      |
| 167                                                   | Lily Williams (USA)      | 70e                      |
| Directeur sportif : Clark Sheehan, Enrico Campolunghi |                          |                          |

| St Michel-Preference Home-Auber 93 AUB         | St Michel-Preference Home-Auber 93 AUB | St Michel-Preference Home-Auber 93 AUB |
| ---------------------------------------------- | -------------------------------------- | -------------------------------------- |
| Num                                            | Coureuse                               | Pos                                    |
| 171                                            | Alicia González (ESP)                  | 117e                                   |
| 172                                            | Alison Avoine (FRA)                    | 123e                                   |
| 173                                            | Lucie Fityus (AUS)                     | HD-2                                   |
| 174                                            | Émilie Morier (FRA)                    | 25e                                    |
| 175                                            | Elyne Roussel (FRA)                    | AB-7                                   |
| 176                                            | Ségolène Thomas (FRA)                  | HD-2                                   |
| 177                                            | Emily Watts (AUS)                      | 114e                                   |
| Directeur sportif : Stephan Gaudry, Tony Hurel |                                        |                                        |

| Laboral Kutxa-Fundación Euskadi LKF              | Laboral Kutxa-Fundación Euskadi LKF | Laboral Kutxa-Fundación Euskadi LKF |
| ------------------------------------------------ | ----------------------------------- | ----------------------------------- |
| Num                                              | Coureuse                            | Pos                                 |
| 181                                              | Ane Santesteban (ESP)               | 35e                                 |
| 182                                              | Alice Maria Arzuffi (ITA)           | 63e                                 |
| 183                                              | Idoia Eraso (ESP)                   | 106e                                |
| 184                                              | Usoa Ostolaza (ESP)                 | 40e                                 |
| 185                                              | Catalina Soto (CHI)                 | 119e                                |
| 186                                              | Alba Teruel (ESP)                   | AB-9                                |
| 187                                              | Laura Tomasi (ITA)                  | 99e                                 |
| Directeur sportif : Ion Lazkano, Peio Goikoetxea |                                     |                                     |

| Winspace Orange Seal WOS                                     | Winspace Orange Seal WOS      | Winspace Orange Seal WOS |
| ------------------------------------------------------------ | ----------------------------- | ------------------------ |
| Num                                                          | Coureuse                      | Pos                      |
| 191                                                          | Karolina Perekitko (POL)      | 55e                      |
| 192                                                          | Marine Allione (FRA)          | 102e                     |
| 193                                                          | Nadia Gontova (CAN)           | 23e                      |
| 194                                                          | Kiara Lylyk (CAN)             | 116e                     |
| 195                                                          | Fiona Mangan (IRL)            | 118e                     |
| 196                                                          | Marie-Morgane Le Deunff (FRA) | HD-2                     |
| 197                                                          | Constance Valentin (FRA)      | 91e                      |
| Directeur sportif : Jean Christophe Barbotin, Franck Renimel |                               |                          |

| VolkerWessels VWT                                      | VolkerWessels VWT           | VolkerWessels VWT |
| ------------------------------------------------------ | --------------------------- | ----------------- |
| Num                                                    | Coureuse                    | Pos               |
| 201                                                    | Eline Jansen (NED)          | 44e               |
| 202                                                    | Valerie Demey (BEL)         | 94e               |
| 203                                                    | Anneke Dijkstra (NED)       | 103e              |
| 204                                                    | Laura Molenaar (NED)        | 85e               |
| 205                                                    | Maud Rijnbeek (NED)         | 67e               |
| 206                                                    | Lonneke Uneken (NED)        | 115e              |
| 207                                                    | Margot Vanpachtenbeke (BEL) | 29e               |
| Directeur sportif : Larissa Havik, Marieke van Wanroij |                             |                   |

| Roland Le Dévoluy CGS                             | Roland Le Dévoluy CGS | Roland Le Dévoluy CGS |
| ------------------------------------------------- | --------------------- | --------------------- |
| Num                                               | Coureuse              | Pos                   |
| 211                                               | Morgane Coston (FRA)  | 46e                   |
| 212                                               | Tamara Dronova        | 96e                   |
| 213                                               | Mia Griffin (IRL)     | 97e                   |
| 214                                               | Elena Pirrone (ITA)   | HD-2                  |
| 215                                               | Kaja Rysz (POL)       | 101e                  |
| 216                                               | Petra Stiasny (SUI)   | 53e                   |
| 217                                               | Sylvie Swinkels (NED) | AB-2                  |
| Directeur sportif : Sergueï Klimov, Cédric Bugnon |                       |                       |